# Castanedia
Castanedia là một chi thực vật có hoa trong họ Cúc (Asteraceae).

## Loài
Chi Castanedia gồm các loài: